# Polypodium oblongo-dentatum
Polypodium oblongo-dentatum là một loài dương xỉ trong họ Polypodiaceae. Loài này được Hoffm.in Roem. & Ust. mô tả khoa học đầu tiên năm 1790.
Danh pháp khoa học của loài này chưa được làm sáng tỏ. 